# Duets
A Duets című album Frank Sinatra amerikai énekes albuma, amely 1993-ban jelent meg.
A lemez Sinatra karrierjének vége felé készült el, olyan duetteket tartalmaz, amelyek előadói különböző zenei stílusokat képviselnek és akiket az énekes saját maga választott ki.
Az "évtized lemezének" harangozták be a lemezt.
Az album nagy sikert aratott, a Billboard album lista 2. helyére került fel, az Egyesült Királyság album listájának pedig az 5. helyére jutott fel, több, mint 3 millió darabot adtak el belőle.
1994-ben megjelent a lemez második része Duets II címmel, amely Grammy-díjat nyert „Tradicionális Pop Előadás” kategóriában.
2005-ben megjelent egy olyan kiadás, amelyben együtt van csomagolva a Duets és a Duets II 90th Birthday Limited Colector’s Edition címmel. Ezen szerepel egy addig kiadatlan felvétel, a My Way, amelyet Luciano Pavarottival énekel Sinatra.

## Dalok listája
| #   | Cím                                                                       | Szövegíró                                       | Közreműködik     | Hossz |
| --- | ------------------------------------------------------------------------- | ----------------------------------------------- | ---------------- | ----- |
| 1.  | The Lady Is a Tramp                                                       | Richard Rodgers, Lorenz Hart                    | Luther Vandross  | 3:24  |
| 2.  | What Now My Love                                                          | Gilbert Becaud, Carl Sigman, Pierre Leroyer     | Aretha Franklin  | 3:15  |
| 3.  | I've Got a Crush on You                                                   | George Gershwin, Ira Gershwin                   | Barbra Streisand | 3:23  |
| 4.  | Summer Wind                                                               | Heinz Meier, Hans Bradtke, Johnny Mercer        | Julio Iglesias   | 2:32  |
| 5.  | Come Rain or Come Shine                                                   | Harold Arlen, Johnny Mercer                     | Gloria Estefan   | 4:04  |
| 6.  | New York, New York                                                        | Fred Ebb, John Kander                           | Tony Bennett     | 3:30  |
| 7.  | They Can't Take That Away from Me                                         | George Gershwin, Ira Gershwin                   | Natalie Cole     | 3:11  |
| 8.  | You Make Me Feel So Young                                                 | Mack Gordon, Josef Myrow                        | Charles Aznavour | 3:05  |
| 9.  | Guess I'll Hang My Tears Out to Dry/In the Wee Small Hours of the Morning | Sammy Cahn, Jule Styne/Bob Hilliard, David Mann | Carly Simon      | 3:57  |
| 10. | I've Got the World on a String                                            | Arlen, Ted Koehler                              | Liza Minnelli    | 2:18  |
| 11. | Witchcraft                                                                | Carolyn Leigh, Cy Coleman                       | Anita Baker      | 3:22  |
| 12. | I've Got You Under My Skin                                                | Cole Porter                                     | Bono             | 3:32  |
| 13. | All the Way/One For My Baby (And One More For The Road)                   | Cahn, Jimmy Van Heusen, Arlen, Mercer)          | Kenny G          | 6:03  |

## Közreműködők
- Frank Sinatra – vokál
- Phil Ramone – producer
- Patrick Williams – zenei rendező, karmester
- Charles Koppelman – executive producer
- Don Rubin – executive producer
- Eliot Weisman – executive producer
- Al Schmitt – hangmérnök